# Кордэй, Рита
Рита Кордэй (англ.  Rita Corday), имя при рождении Жанна Паула Тейпо-Ите-Марма Крозе (англ. Jeanne Paule Teipo-Ite-Marma Croset; 20 октября 1920 — 23 ноября 1992) — американская актриса кино и телевидения 1940—1950-х годов. В титрах фильмов после 1947 года указывалась как Пола Кордэй (англ.  Paula Corday) или как Пола Крозе (англ.  Paule Croset).
За свою кинокарьеру, охватившую период с 1943 по 1953 год, Кордэй сыграла в 25 фильмах, среди которых пять детективных лент из цикла о Соколе 1943—1946 годов, а также картины «Дети Гитлера» (1943), «Похитители тел» (1945), «Дик Трейси против Биллиардного шара» (1946), «Изгнанник» (1947), «Слишком молода для поцелуев» (1951), «Чёрный замок» (1952) и «Потому что ты моя» (1952).

## Ранние годы и начало карьеры
Рита Кордэй, имя при рождении Жанна Паула Тейпо-Ите-Марма Крозе (англ.  Jeanne Paule Teipo-Ite-Marma Croset) или, по другим сведениям, Жанна Паула Тейпотемарга (англ. Jeanne Paule Teipotemarga) родилась 20 октября 1920 годав швейцарской семье на Таити, где её родители служили дипломатами. По другим сведениям, её мать была француженкой, а отец — швейцарцем. Сообщалось также, что она была дочерью «представителя швейцарской часовой фирмы» в Шанхае.
Кордэй получила образование в Шанхае, Париже и Швейцарии. Позднее училась актёрскому мастерству в США у Гая Бейтса Поста (англ. Guy Bates Post) и у Макса Рейнхардта.

## Карьера в кино и на телевидении
В 1942 году Кордэй подписала долгосрочный контракт с киностудией RKO Pictures. В 1943 году актриса дебютировала на экране в небольшой роли молодой матери в мелодраме «Дети Гитлера» (1943), действие которой происходит в нацистской Германии. Всего в 1943 году Кордэй сыграла в девяти фильмах, однако в основном это были небольшие роли, часто без указания в титрах.
Свои наиболее заметные роли в 1943 году Кордэй сыграла в двух детективных лентах о частном детективе по прозвищу Сокол (роль которого исполнил Том Конуэй). В фильме «Сокол наносит ответный удар» (1943) Кордэй сыграла роль роковой женщины, втягивающей Сокола в розыски своего брата с намерением подставить его в убийстве и крупной краже военных облигаций. В фильме «Сокол и студентки» (1943) Кордэй была студенткой, способной предсказывать смерть в недалёком будущем, что едва не приводит к её собственной гибели, однако в итоге помогает разоблачить опасного убийцу. После этого 1944—1946 годах Кордэй сыграла ещё в трёх фильмах из киноцикла о Соколе. В картине «Сокол в Голливуде» (1944) Кордэй сыграла роль кинозвезды, у которой роман с режиссёром, подозреваемым в убийстве. В следующей картине «Сокол в Сан-Франциско» (1945) Кордэй предстала в образе старшей дочери преступного судовладельца, занимающегося незаконной контрабандой шёлка. Наконец, в фильме «Алиби Сокола» (1946) Кордэй сыграла добропорядочного секретаря богатой дамы, которая пыталась провернуть преступную аферу со своим жемчужным ожерельем.
Ещё одной заметной актёрской работой Кордэй стала роль в культовом классическом фильме ужасов с Борисом Карлоффом «Похититель тел» (1945), где она предстала в образе молодой матери, которая отчаянно пытается организовать операцию для своей дочери-калеки. Затем в детективном триллере «Дик Трейси против Бильярдного шара» (1946) она сыграла преступницу, которая в сговоре со своим сообщником убила владельца дорогих драгоценностей, а сами драгоценности похитила с целью сбыта. Наконец в детективной комедии «Правда об убийстве» (1946) она появилась в роли модели и ревнивой жены одного из героев, которую убивают после того, как она становится случайной свидетельницей убийства.
В 1947 году, не удовлетворённая развитием своей карьеры, Кордэй уходит на студию Universal Pictures и меняет актёрское имя на Пола Крозе (англ.  Paule Croset). Сыграв значимую роль в приключенческом экшне Макса Офюльса «Изгнанник» (1947) с Дугласом Фэрбенксом-младшим и Марией Монтес в главных ролях, она в том же году выходит замуж и на несколько лет прерывает кинокарьеру.
В 1951 году на студии Metro-Goldwyn-Mayer, уже под именем Пола Кордэй (которое она сохранила до конца кинокарьеры), она сыграла значимую роль второго плана в романтической комедии с Джун Эллисон «Слишком молода для поцелуев» (1951). Она также исполнила главную женскую роль леди Кристин в независимом приключенческом фильме с Джорджем Монтгомери «Меч Монте-Кристо» (1951), действие которого происходит во Франции в середине XIX века.
В 1952 году у Кордэй было три картины, наиболее важным среди которых был приключенческий фильм ужасов студии Universal Pictures с Борисом Карлоффом «Чёрный замок» (1952), где она получила главную романтическую роль. Другими фильмами стали музыкальная комедия с Марио Ланцей «Потому что ты моя» (1952) и романтическая комедия с Джейн Грир «Ты для меня» (1952), в обоих фильмах у Кордэй были важные роли второго плана. Последний раз Кордэй появилась на большом экране в музыкальной комедии с Джейн Расселл «Французский рейс» (1954), после чего завершила кинокарьеру, чтобы заниматься семьёй.
В 1953—1955 годах она также появилась в эпизодах семи различных телесериалов, таких как «Одинокий волк» (1954), «Приключения Сокола» (1954), «Общественный защитник» (1954), «Паспорт опасности» (1954) и «Миллионер» (1955), который стал её последней работой для телеэкрана.

## Актёрское амплуа и оценка творчества
Красивая ведущая актриса фильмов категории В 1940-х и начала 1950-х годов, Кордэй более всего известна игрой в пяти фильмах студии RKO Pictures о детективе-любителе по прозвищу Сокол, а также участием в таких фильмах ужасов с Борисом Карлоффом, как «Похититель тел» (1945) и «Чёрный замок» (1952).

## Личная жизнь
В 1947 году Рита Кордэй вышла замуж за независимого кинопродюсера Гарольда Небензала (англ.  Harold Nebenzal). Как отмечалось в некрологе актрисы в «Лос-Анджелес Таймс», пара жила в Шерман-Оукс, наслаждалась продолжительным и счастливым браком. У них было двое детей — сын Даниел М. родился в 1957 году, а дочь Дебора — в 1960 году. В 1961 году пара развелась.

## Смерть
Рита Кордэй умерла 23 ноября 1992 года в возрасте 72 лет в больнице в Сенчери-Сити, Лос-Анджелес, Калифорния, после операции от осложнений, связанных с диабетом". Как написано в некрологе в газете «Лос-Анджелес Таймс», «считалось, что ей было за 70 лет».

## Фильмография
| Год  |   | Русское название                                          | Оригинальное название            | Роль                                                       |
| ---- | - | --------------------------------------------------------- | -------------------------------- | ---------------------------------------------------------- |
| 1943 | ф | Сокол наносит ответный удар                               | The Falcon Strikes Back          | Миа Бругер                                                 |
| 1943 | ф | Сокол и студентки                                         | The Falcon and the Co-eds        | Маргарита Серена                                           |
| 1943 | ф | Приключения новичка                                       | The Adventures of a Rookie       | Рут, гостья на вечеринке                                   |
| 1943 | ф | Дети Гитлера                                              | Hitler's Children                | молодая матрона (в титрах не указана)                      |
| 1943 | ф | Проход в завтрашний день                                  | Gangway for Tomorrow             | Джорджина (в титрах не указана)                            |
| 1943 | ф | Гилдерслив на Бродвее                                     | Gildersleeve on Broadway         | модель (в титрах не указана)                               |
| 1943 | ф | Девушка из правительства                                  | Government Girl                  | девушка в гостиничном холле (в титрах не указана)          |
| 1943 | ф | Благословенное событие мексиканского Огнемёта (Спитфайра) | Mexican Spitfire's Blessed Event | модель (в титрах не указана)                               |
| 1943 | ф | Мистер Счастливчик                                        | Mr. Lucky                        | девушка (в титрах не указана)                              |
| 1944 | ф | Сокол в Голливуде                                         | The Falcon in Hollywood          | Лили Д’Аллио                                               |
| 1944 | ф | Девушки рвутся                                            | Girl Rush                        | член труппы (в титрах не указана)                          |
| 1945 | ф | Похититель тел                                            | The Body Snatcher                | миссис Марш                                                |
| 1945 | ф | Сокол в Сан-Франциско                                     | The Falcon in San Francisco      | Джоан Маршалл                                              |
| 1945 | ф | К западу от Пекоса                                        | West of the Pecos                | Сюзанна, французская служанка Рилли                        |
| 1945 | ф | Пан-Американа                                             | Pan-Americana                    | девушка «Пан-Американ» (в титрах не указана)               |
| 1946 | ф | Дик Трейси против Биллиардного шара                       | Dick Tracy vs. Cueball           | Мона Клайд                                                 |
| 1946 | ф | Алиби Сокола                                              | The Falcon's Alibi               | Джоан Мередит                                              |
| 1946 | ф | Правда об убийстве                                        | The Truth About Murder           | Пегги                                                      |
| 1947 | ф | Изгнанник                                                 | The Exile                        | Кэти (в титрах указана как Пола Крозе)                     |
| 1951 | ф | Меч Монте-Кристо                                          | The Sword of Monte Cristo        | леди Кристианна (в титрах указана как Пола Кордэй)         |
| 1951 | ф | Слишком молода для поцелуев                               | Too Young to Kiss                | Дениз Дорсет (в титрах указана как Пола Кордэй)            |
| 1952 | ф | Потому что ты моя                                         | Because You're Mine              | Франческая Ландерс (в титрах указана как Пола Кордэй)      |
| 1952 | ф | Чёрный замок                                              | The Black Castle                 | графиня Эльга фон Бруно (в титрах указана как Пола Кордэй) |
| 1953 | ф | Французский рейс                                          | The French Line                  | Челеста (в титрах указана как Пола Кордэй)                 |
| 1953 | с | Телевизионный театр «Форда»                               | The Ford Television Theatre      | Дженни Гленн (1 эпизод)                                    |
| 1954 | с | Театр звёзд «Шлитц»                                       | Schlitz Playhouse of Stars       | (1 эпизод, в титрах указана как Пола Кордэй)               |
| 1954 | с | Паспорт опасности                                         | Passport to Danger               | (1 эпизод, в титрах указана как Пола Кордэй)               |
| 1954 | с | Общественный защитник                                     | Public Defender                  | Элиз Денслер (1 эпизод, в титрах указана как Пола Кордэй)  |
| 1954 | с | Одинокий волк                                             | The Lone Wolf                    | Рене (1 эпизод, в титрах указана как Пола Кордэй)          |
| 1954 | с | Приключения Сокола                                        | Adventures of the Falcon         | Ева Лоренц (1 эпизод, в титрах указана как Пола Кордэй)    |
| 1955 | с | Миллионер                                                 | The Millionaire                  | Би Би Ковач (1 эпизод, в титрах указана как Пола Кордэй)   |